# Guianas

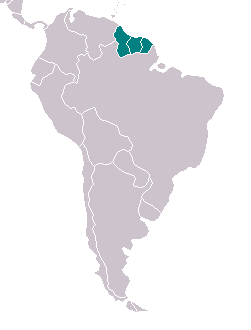
Localização das Guianas (definição não abrangente) na América do Sul.

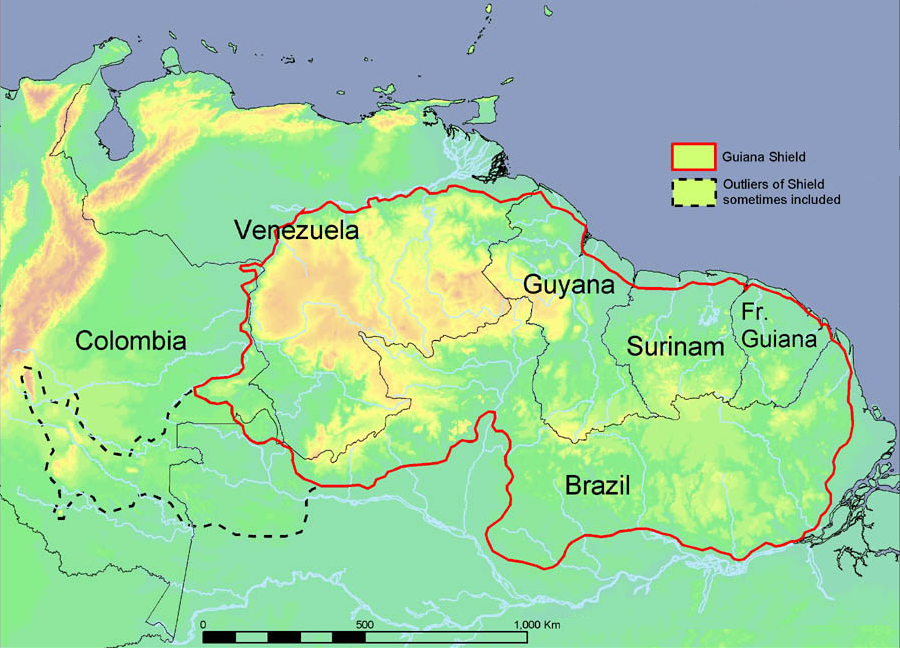
Planalto das Guianas, que deu nome à região.

As Guianas ou região das Guianas são uma subdivisão da América do Sul que abrange países independentes e dependências no norte do continente. Em princípio, compõem a região das Guianas: o Suriname, a Guiana e a Guiana Francesa, sendo os dois primeiros países independentes e o último um território ultramarino da França. Em um termo mais abrangente, incluem-se na região das Guianas o estado brasileiro do Amapá e a região Guayana, pertencente à Venezuela.
Historicamente, a região das Guianas recebeu esse nome devido às cinco Guianas (Inglesa, Holandesa, Francesa, Portuguesa e Espanhola) que compunham a região no período da colonização da América pelos europeus entre os séculos XVI e XX.

## Classificação
| País/território | Capital    | Língua    | População      | Independência             |
| --------------- | ---------- | --------- | -------------- | ------------------------- |
| Guiana          | Georgetown | inglesa   | 808.726 (2022) | do Reino Unido em 1966    |
| Suriname        | Paramaribo | holandesa | 618.040 (2022) | dos Países Baixos em 1975 |
| Guiana Francesa | Caiena     | francesa  | 294.071 (2021) | —                         |

Pode-se incluir também:

Mapa ampliado das Guianas, incluindo a Venezuelana (antiga Guiana Espanhola) e a Brasileira (antiga Guiana Portuguesa)

- Amapá - Antiga Guiana Portuguesa;
- Guaiana Essequiba - Antiga Guiana Espanhola.

Apesar da associação de partes do Brasil e Venezuela às Guianas, é mais comum o uso do termo para se referir apenas à Guiana, Suriname e Guiana Francesa.

## História
No século XVI a região denominada Guiana se estendia da foz do rio Amazonas à do rio Orinoco e era dominada sobretudo por tribos caribes e aruaques. O termo guiana significa "terra de muitas águas" em língua aruaque.
No livro As fronteiras do Brasil há a seguinte menção sobre o território da Guiana brasileira:  
A ponta de Jariuba, sua [da ilha de Marajó] extremidade SO, divide o Amazonas nos dois galhos: o do Norte, que acompanha a costa da Guiana; e do Sul, que vai receber o Xingu e inclinando-o depois para NE passa pela cidade de Gurupá (...)
Os territórios das Guianas foram colonizados no século XVI por Inglaterra, Holanda, França, Portugal e Espanha. O atual estado brasileiro do Amapá foi chamado de Guiana Portuguesa entre 1809 e 1817 e era, até meados do século XX, conhecido também como Guiana Brasileira. Da mesma forma, a região administrativa da Guayana atualmente é conhecida como Guiana Venezuelana e, anteriormente, era chamada de Guiana Espanhola.
Até a primeira metade do século XX, as Guianas eram pertencentes aos países europeus: aos Países Baixos (o atual Suriname), ao Reino Unido (a atual Guiana), enquanto a Guiana Francesa é um departamento de ultramar da França.

## Geografia
As Guianas limitam-se ao sul e leste com o Brasil, ao oeste com a Venezuela e ao norte com o oceano Atlântico. No entanto, ao se contabilizarem todas as definições mais amplas, a extensão territorial das Guianas abarca desde o rio Orinoco até a margem esquerda da foz do rio Amazonas.
É exatamente na posição norte, na faixa das terras baixas e próximas do litoral, que concentra-se 90% da população total das três Guianas.
A população é pouco numerosa, constituída predominantemente de negros, indígenas, mestiços e asiáticos. A maior parte da população concentra-se na área urbana.
Os minerais são as principais riquezas das Guianas, destacando-se a bauxita.
Nas planícies setentrionais (litoral) sobressaem o cultivo de cana-de-açúcar, cacau, café e frutas tropicais.

## Infraestrutura
A região norte da América do Sul, onde estão localizadas as Guianas, carecem de recursos de infraestrutura como rodovias, ferrovias e pontes. Alguns autores atribuem essa falta de conexão com o isolamento sócio-cultural das Guianas em relação aos demais países latinos da América do Sul. Esse fator se soma a outras barreiras como o idioma e as diferenças culturais.
A Guiana possui uma conexão terrestre com o Brasil a sudoeste de Georgetown. A chamada rodovia Linden-Lethem está em sua maioria não pavimentada, o que dificulta o transporte de mercadorias do estado de Roraima até o porto de Georgetown, que tem livre acesso ao oceano Atlântico. A ausência de pavimentação foi apontada como um dos principais fatores para o baixo comércio entre a Guiana e o Brasil.
O Suriname, apesar de ser um país continental, não tem conexão rodo-ferroviária com seus vizinhos. Para atravessar a fronteira tanto para a Guiana quanto para a Guiana Francesa, é necessário recorrer ao ferryboat. A fronteira sul com o Brasil está coberta por uma densa e quase intocada floresta Amazônica, o que impossibilita a construção de vias de transporte, apesar do presidente brasileiro Jair Bolsonaro ter incentivado a construção de uma rodovia que conectaria cidades do estado do Pará com o sul do Suriname em uma área de preservação ambiental com diversas reservas indígenas e quilombos no noroeste do estado.

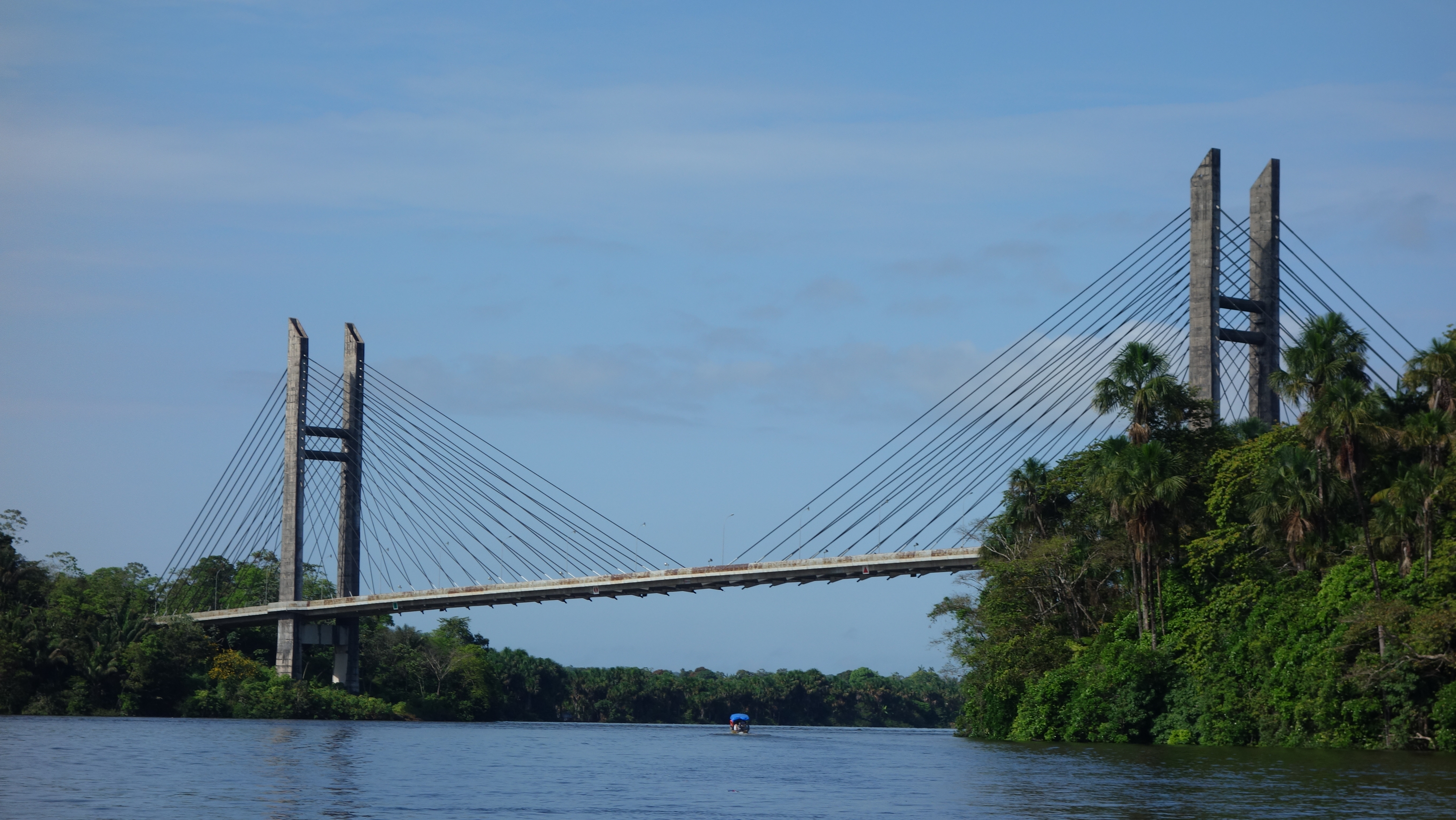
Ponte binacional que liga a Guiana Francesa ao estado do Amapá, Brasil.

Ao contrário do Suriname, a Guiana Francesa tem uma conexão rodoviária com o Brasil no estado do Amapá através da Ponte Binacional Franco-Brasileira, construída próxima a cidade de Oiapoque. A ponte é a única conexão entre o Mercosul e a União Europeia e a única saída ou entrada da Guiana Francesa para o restante do continente.

## Cultura
A região das Guianas é considerada uma das porções mais culturalmente diversas de todo o continente americano. A grande miscigenação por parte de europeus, indígenas, indianos, javaneses e africanos, resultou em uma grande mistura de culturas, sobretudo na Guiana e no Suriname.

### Idiomas
Enquanto a América do Sul, em sua maioria, fala espanhol e português, devido à colonização ibérica, as Guianas distinguem-se em três línguas oficiais: o inglês na Guiana, o holandês no Suriname e o francês na Guiana Francesa. É importante considerar que variedades de crioulos foram desenvolvidos nesses países, devido à miscigenação étnica.
O fator linguístico é apontado, muitas vezes, como uma das principais características que contribuíram para o isolamento cultural e geopolítico das Guianas em relação ao restante do continente sul-americano. Frequentemente, a Guiana e o Suriname são associados mais ao Caribe do que à América do Sul. As ex-colônias e atuais possessões britânicas e holandesas na região caribenha, que falam inglês e holandês, costumam se associar frequentemente à cultura das Guianas, o que contribui para a desconexão com os demais países da América do Sul.

### Esporte
No futebol, as seleções da Guiana e do Suriname são filiadas oficialmente à CONCACAF, que reúne as seleções das Américas do Norte e Central e do Caribe.
Apesar desses dois países nunca terem participado de uma copa do mundo, ambas as nações têm investido na melhoria de seu futebol nacional interno.
O esporte nacional da Guiana é o críquete e do Suriname, o futebol.